# یگان ۸۶۰۴
یگان ۸۶۰۴ (چینی ساده: 広州第۸۶۰۴部隊; پین‌یین: Guǎngzhōu Dì 8604 Bùduì؛ انگلیسی: Unit 8604)، یکی از یگان‌های «دایره پیشگیری بیماری‌های اپیدمیک و تصفیه آب» ارتش ژاپن در جنوب چین بود. بنا به گفتهٔ بعضی، این یگان نظامی در دوران جنگ جهانی دوم و در جریانِ جنگ دوم چین و ژاپن (۱۹۴۵–۱۹۳۷) به‌طور پنهانی به تحقیقات دربارهٔ سلاح‌های بیولوژیک از طریقِ آزمایش‌های پزشکی بر روی انسان می‌پرداخت. مکان استقرار این یگان شهر گوانگ‌ژو در جنوب چین و مقر اصلی‌اش «دانشکدهٔ پزشکی ژونگ‌شان» بود.
فرماندهٔ این یگان، یک پزشکِ ارتش به نام سرلشکر «ساتو شونجی» بود و ۸۰۰ پرسنل داشت: ۱۰۰ افسر رسمی (با پیشینهٔ پزشکی و علمی)، ۲۰۰ محقق علمی و پزشکی و ۵۰۰ سرباز و افسر غیررسمی.
در سال ۱۹۹۴، «تیم چینی بررسی حقایق و مستندات حمله ژاپن به چین» وجود چنین یگانی را تأیید و اعترافات پرسنل پیشین و قربانیان آن را جمع‌آوری نمود. «شیگه‌رو مارویاما» یکی از پرسنل پیشین این یگان نظامی اظهار داشت یکی از آزمایش‌ها گرسنگی‌دادن به زندانیان تا زمان مرگ بود و تقریباً هر روز شاهد انجام عمل جراحی بر روی آنان بوده‌است.